# Костел (Костел)
Костел (словен. Kostel) — поселення в общині Костел, регіон Південно-Східна Словенія, Словенія. Висота над рівнем моря: 385 м.